# Учжэньпянь
Учжэньпянь, (кит. упр. 悟真篇, пиньинь Wuzhen pian, палл. У чжэнь пянь, в переводе — Главы о прозрении истины) — даосский трактат XI века о внутренней алхимии, написанный даосским патриархом Чжан Бодуанем. Текст написан в 1075 году.

## Текст
В предисловии текст датируется 1075 годом, а в послесловии — 1078 годом. В Даосском каноне имеется несколько вариантов текста, в которых различается порядок глав.
Текст разделён на 81 стихотворений, (подобно Даодэцзину), из них 16 в стиле люйши (律詩), построенных на восьми строках из 7 иероглифов в каждой, и 64 в стиле цзюэцзю (絕句) из четырёх строк по 7 иероглифов, а также одно последнее стихотворение, построенное на восьми строках из пяти иероглифов. Структура текста имеет явную нумерологическую интерпретацию. Две восьмёрки представляют 8 унций (цзинь), соответствующих стихиям инь и ян (в алхимии — ртуть и олово), и 64 стихотворения связаны с 64 гексаграммами Ицзина.
В дополнение текст включает 12 алхимических поэм «цы» (詞), которые ассоциируются с 12 месяцами и Пятью первоэлементами (фазами). Каждая из них содержит 8 строк по 7 иероглифов .
Текст связан по содержанию с ранним трактатом Цаньтунци Вэй Бояна, содержит параллели с Даодэцзином Лао-цзы и Иньфуцзином.
Текст использует терминологию внешней алхимии для описания процессов внутренней алхимии, причём в тексте отмечается, что для достижения бессмертия все необходимые компоненты эликсира уже имеются в организме как три сокровища.

## Содержание

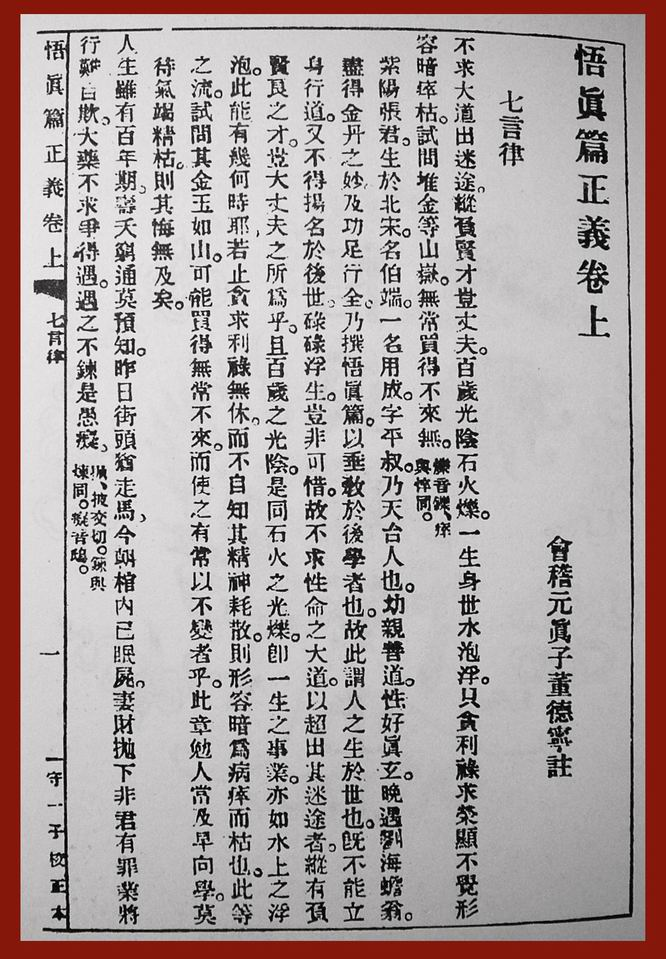
Чжан Бо-дуань,
«Учжэньпянь»
первая страница первой главы
(ксилографическое издание)

Трактат подробно описывает процессы внутренней алхимии, в результате которых возникает бессмертный зародыш, вырастает и выходит наружу.
Реализация этих процессов требует от адепта определённого стиля жизни, способов дыхания и медитаций, соединяющих алхимические вещества (энергии, эссенции, дух) и перегоняющие их через киноварные поля.
Трактат написан под некоторым буддийским влиянием, местами в нём используется буддийская терминология и буддийские наставления.

## Переводы
Первый английский перевод в 1939 году выполнили Тэнни Л. Дэвис и Чао Юньцзун. Полный перевод опубликовал в 1997 году Томас Клири, пользуясь комментариями Лю Имина. Имеется ещё несколько английских частичных переводов.
Полный перевод на русский язык с подробными комментариями опубликовал Е. А. Торчинов в 1994 году.